# Rietwijkeroord
Rietwijkeroord est une ancienne commune néerlandaise de la province de la Hollande-Septentrionale, issue d'une ancienne seigneurie située au sud d'Amsterdam.
La commune était composée du hameau du même nom. Au cours des siècles, l'ancien village de Rietwijk avait perdu beaucoup de territoire aux eaux du lac de Haarlemmermeer. En 1840, la commune de Rietwijkeroord ne comptait plus que 10 maisons et 84 habitants.
Rattachée de manière temporaire à Nieuwer-Amstel de 1812 à 1817, le 31 mai 1854, la commune est supprimée et rattachée à Nieuwer-Amstel.
Dans les années 1930, sur le territoire de l'ancienne commune fut plantée l'Amsterdamse Bos.